# Vicent Partal i Montesinos
Vicent Partal i Montesinos   (Bétera, 28 de novembre de 1960) és un periodista valencià, i director de VilaWeb. Ha treballat també a El Temps, El Punt, Diari de Barcelona, Catalunya Ràdio, La Vanguardia i TVE, entre d'altres. És considerat un dels pioners d'Internet als Països Catalans.

## Biografia
Vicent Partal cursà estudis de Magisteri en la Universitat de València i treballà a l'Escola Gavina. Tanmateix ben aviat canvià de professió i es posà a treballar com a periodista.
Cofundador del setmanari El Temps el 1983, formà part del Diari de Barcelona i de Televisió Espanyola, on s'especialitzà en temes de política internacional. Com a reporter i corresponsal cobrí esdeveniments arreu del món, entre altres la caiguda del Mur de Berlín, el cop d'Estat a l'URSS i les independències dels països bàltics, la guerra dels Balcans, la revolta dels estudiants de Pequín, la fi de l'apartheid a Sud-àfrica, l'inici de l'autonomia palestina, el conflicte al Kurdistan i diverses eleccions als Estats Units.
L'any 1994 creà el primer sistema informatiu a Internet dels Països Catalans, i de l'Estat espanyol anomenat El Temps Online. L'any 1995, juntament amb Assumpció Maresma, directora aleshores del setmanari El Temps, fundà Infopista (primer directori web en llengua catalana), que més tard es transformà en diari electrònic en català, VilaWeb. Al mateix any creà amb Jordi Vendrell el programa L'Internauta en la sintonia de Catalunya Ràdio. Aquesta tertúlia de tema tecnològic s'emeté posteriorment en podcast a través de VilaWeb, per més de cent cinquanta emissores de ràdio dels Països Catalans i a El Punt Avui TV fins l'estiu de 2017.
Director del diari electrònic VilaWeb i col·laborador en altres mitjans com als diaris Avui, El 9 Esportiu i Berria i a les tertúlies L'Illa de Robinson d'ElPuntAvui TV (a l'espai La Pissarreta) i a Els Matins de Catalunya Ràdio.
Ha publicat diverses monografies sobre l'OTAN i sobre els nacionalismes de l'antiga Unió Soviètica. Publicà els llibres Catalunya en l'estratègia militar d'Occident (1987), Els nacionalistes a l'URSS (1988), La revolta nacionalista a l'URSS (1991), Atles de l'Europa futura (1991), Catalunya 3.0 (2001), 11-M: El periodisme en crisi (2004, amb Martxelo Otamendi) i Periodisme quàntic. El juny de 2009 va publicar Llibreta de Pequín, el primer llibre electrònic comercial en català sense edició impresa. També ha publicat dos llibres claus per a entendre l'evolució del sobiranisme a Catalunya, A un pam de la independència (2013) i Desclassificat 9-N (2015)
Pel que fa a la televisió és autor de la sèrie Hem fet el sud, difós en DCO i TVC, i del programa Una llengua que camina, una coproducció entre VilaWeb i TVC sobre Escola Valenciana. Fou també guionista del polèmic programa Camaleó de TVE, que feia una crítica dels informatius en què escenificava un fals cop d'Estat a la Unió Soviètica.
És president de l'European Journalism Centre, amb seu a Maastricht, una entitat professional d'abast continental que treballa per la promoció del periodisme de qualitat a Europa i per assimilar els grans canvis tecnològics i culturals que acompanyen la digitalització dels mitjans.
Des de juny de 2020 és membre de la Secció Filològica de l'Institut d'Estudis Catalans.

## Obres
- Catalunya en l'estratègia militar d'Occident (La Magrana, 1987)
- Els nacionalistes a l'URSS. Els russos, i els altres, en l'era Gorbatxev (El Llamp, 1988)
- La revolta nacionalista a l'URSS (Eliseu Climent, 1991)
- Atles de l'Europa futura (1991)
- La nació secreta (Llibres del Segle, 1999)
- Converses sobre els orígens d'internet a Catalunya (Books, 2000)
- Catalunya 3.0 (Beta, 2001)
- 11-M: El periodisme en crisi, amb el periodista Martxelo Otamendi (Ara, 2004)
- Periodisme quàntic. Fent periodisme a Internet. L'experiència dels primers deu anys de VilaWeb (Edicions UIB, 2007)
- Llibreta de Pequín (Bromera, 2009)
- A un pam de la independència (RBA, 2013)[5]
- Desclassificat: 9-N (RBA, 2015)[6]
- Nou homenatge a Catalunya (Ara, 2018)
- Fronteres (Comanegra, 2022)

### Col·laboracions
- Pròleg de 1001 curiositats de la independència de Catalunya (L'Arca, 2013)[7]

## Premis i reconeixements
Ha estat guardonat amb el Premi Ciutat de Barcelona de periodisme (1999) i el Premi Nacional d'Internet de la Generalitat de Catalunya (2000). L'any 2004 fou guardonat amb el Premi Nadal Batle i Nicolau sobre noves tecnologies de la informació (2004). El mateix any el portal VilaWeb fou guardonat amb el Premi Nacional de Periodisme, «al portal i als seus creadors, Vicent Partal i Assumpció Maresma, pel caràcter fundacional del seu treball en el camp del periodisme digital, que combina rigor, immediatesa, anàlisi i diversitat». El 2008 rebé el Miquelet d'Honor, el 2009 el Premi Nacional Joan Coromines, lliurat per la Coordinadora d'Associacions per la Llengua catalana, i el 2015 el Premi Valencià de l'Any que atorga la Fundació Huguet.
L'any 2022 una vespa descoberta a Costa Rica va ser nomenada Andricus partali pels biòlegs Paul Hanson, Juli Pujades i Víctor Cuesta-Porta. en reconeixement de la seva tasca periodística.